# Charles Artus
Pour les articles homonymes, voir Charles Artus (syndicaliste) et Artus.
Cet article possède un paronyme, voir Charles Artus de Bonchamps.
Charles Artus, né à Étretat le 16 juillet 1897 et mort au Havre 21 octobre 1978, est un sculpteur animalier et graveur français.

## Biographie
Charles Artus naît à Étretat le 16 juillet 1897.
Élève de Édouard Navellier, puis assistant de François Pompon dans les années 1920, sociétaire du Salon d'automne où il expose une pierre lithographique intitulée Écureuil et une Pintade en bronze. Sociétaire perpétuel de la Société des artistes français où il expose de 1920 à 1927. il y obtient en 1923 une mention honorable puis, en 1926, une médaille de bronze. Il expose jusqu'en 1940 au Salon des Indépendants, à la Société Nationale des Beaux-Arts et au Salon des Artistes Décorateurs. Il est membre du « Groupe des XII » groupe de sculpteurs animaliers réuni autour de la figure de Pompon avec Paul Jouve, Hilbert, Jane Poupelet, Lemar, Guyot, Bigot. L'atelier de Artus, 212 rue de Vaugirard devient célèbre, et Artus travaille avec les galeries Edgar Brandt, Charpentier ou Bernheim jeune. Il quitte Paris en 1940, pour s'installer définitivement à Etretat dans une maison-atelier dessiné par l'architecte Mauge dans le manoir de Bligny.
Charles Artus meurt au Havre le 21 octobre 1978.
Ses œuvres sont conservées, entre autres, au Musée d'Art moderne de la ville de Paris, au Musée du Louvre, au Musée des beaux-arts de Rouen, aux Musées de Vernon, de Gien, de Boulogne, de Poitiers, de Mont-de-Marsan, de Philadelphie, Metropolitan Museum de New York, dans des musées de Tokyo, de Toronto, d’Ottawa ou, entre autres, du Luxembourg...